# Беуцар (комуна)
Беуцар (рум. Băuțar) — комуна у повіті Караш-Северін в Румунії. До складу комуни входять такі села (дані про населення за 2002 рік):
- Беуцар (1474 особи) — адміністративний центр комуни
- Букова (1029 осіб)
- Корнішору (300 осіб)
- Превечорі (10 осіб)

Комуна розташована на відстані 303 км на північний захід від Бухареста, 56 км на північний схід від Решиці, 106 км на схід від Тімішоари.

## Населення
За даними перепису населення 2002 року у комуні проживали 2813 осіб.
Національний склад населення комуни:
| Національність | Кількість осіб | Відсоток |
| -------------- | -------------- | -------- |
| румуни         | 2781           | 98,9%    |
| цигани         | 24             | 0,9%     |
| угорці         | 7              | 0,2%     |
| українці       | 1              | < 0,1%   |

Рідною мовою назвали:
| Мова      | Кількість осіб | Відсоток |
| --------- | -------------- | -------- |
| румунська | 2804           | 99,7%    |
| угорська  | 7              | 0,2%     |
| циганська | 2              | 0,1%     |

Склад населення комуни за віросповіданням:
| Релігія            | Кількість осіб | Відсоток |
| ------------------ | -------------- | -------- |
| православні        | 2087           | 74,2%    |
| баптисти           | 334            | 11,9%    |
| греко-католики     | 312            | 11,1%    |
| п'ятдесятники      | 57             | 2,0%     |
| римо-католики      | 4              | 0,1%     |
| старообрядці       | 2              | 0,1%     |
| бретрени           | 1              | < 0,1%   |
| не вказали релігію | 13             | 0,5%     |